# Felix Neureuther
Felix Neureuther (Monaco di Baviera, 26 marzo 1984) è un ex sciatore alpino tedesco specialista delle prove tecniche.
È figlio degli sciatori alpini Christian e Rosi Mittermaier e marito della sciatrice nordica Miriam Gössner.

## Biografia

### Carriera sciistica

#### Stagioni 2000-2006
Nato a Monaco di Baviera e originario di Garmisch-Partenkirchen, Neureuther ha iniziato a partecipare a gare FIS nel febbraio del 2000 e ha esordito in Coppa Europa il 10 dicembre 2002 a San Vigilio, classificandosi 35º in slalom gigante. Nel 2003 ha esordito in Coppa del Mondo, il 4 gennaio nello slalom gigante di Kranjska Gora che non ha completato, e ai Campionati mondiali: a Sankt Moritz 2003 si è piazzato 35º nello slalom gigante e 15º nello slalom speciale.
Ha vinto la medaglia d'oro con la nazionale tedesca nella gara a squadre ai Mondiali di Bormio/Santa Caterina Valfurva 2005, dove è stato anche 19º nello slalom speciale e non ha completato lo slalom gigante; poco più tardi, il 1º marzo a Madesimo, ha ottenuto il primo podio in Coppa Europa, piazzandosi 2º in slalom speciale. L'anno dopo ha esordito ai Giochi olimpici invernali, ma a Torino 2006 non ha concluso né lo slalom gigante né lo slalom speciale.

#### Stagioni 2007-2010
Ha conquistato il suo primo podio in Coppa del Mondo il 3 dicembre 2006 nello slalom speciale di Beaver Creek classificandosi al 3º posto; nella stessa stagione ha preso parte ai Mondiali di Åre, senza concludere né lo slalom gigante né lo slalom speciale, mentre due anni dopo, nella rassegna iridata di Val-d'Isère, si è piazzato al 19º posto nello slalom gigante e al 4º nello slalom speciale.
Ha colto la prima vittoria in Coppa del Mondo il 24 gennaio 2010 nello slalom speciale di Kitzbühel, davanti al francese Julien Lizeroux e all'italiano Giuliano Razzoli, sulla stessa pista che aveva visto trionfare il padre trentun anni prima; il mese dopo ha partecipato ai XXI Giochi olimpici invernali di Vancouver 2010, classificandosi 8º nello slalom gigante e non concludendo lo slalom speciale. Nel prosieguo della stagione si è imposto in un altro classico slalom speciale del Circo bianco, sulla Gudiberg di Garmisch-Partenkirchen il 13 marzo, e ha vinto la sua unica gara in Coppa Europa, lo slalom speciale disputato sulla Podkoren di Kranjska Gora il 9 marzo che è stato anche il suo ultimo podio nel circuito.

#### Stagioni 2011-2014
34º nello slalom gigante e fuori gara nello slalom speciale ai Mondiali di casa, Garmisch-Partenkirchen 2011, nel 2013 ha vinto lo slalom speciale della Männlichen/Jungfrau di Wengen il 20 gennaio e ai successivi Mondiali di Schladming ha conquistato la medaglia d'argento nello slalom speciale, giungendo alle spalle dell'austriaco Marcel Hirscher, la medaglia di bronzo nella gara a squadre e si è piazzato 10º nello slalom gigante. A fine stagione è risultato 2º nella classifica della Coppa del Mondo di slalom speciale, superato dal vincitore Hirscher di 244 punti.
Nella stagione 2014 ha conquistato la sua unica vittoria in slalom gigante, l'11 gennaio sull'impegnativa Chuenisbärgli di Adelboden, e ha vinto per la seconda volta in carriera lo slalom speciale della Ganslern di Kitzbühel, il 24 gennaio; ha quindi preso parte ai XXII Giochi olimpici invernali di Soči 2014, sua ultima presenza olimpica, classificandosi 8º nello slalom gigante e non concludendo lo slalom speciale, e ha vinto lo slalom speciale della Podkoren di Kranjska Gora, il 9 marzo. Anche in quella stagione in Coppa del Mondo è stato 2º dietro a Hirscher nella classifica di slalom speciale, per 15 punti.

#### Stagioni 2015-2019

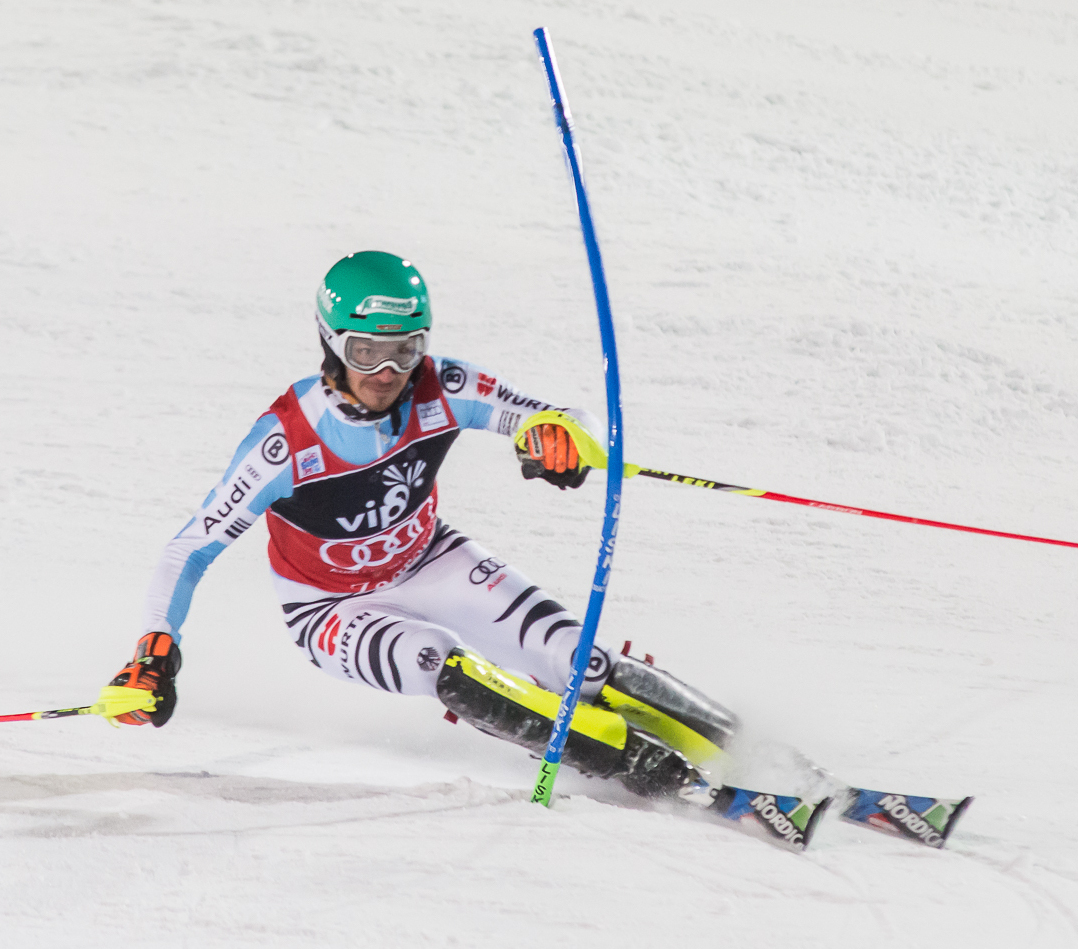
Neureuther in gara a Zagabria Sljeme nel 2015

Nella stagione 2014-2015 in Coppa del Mondo ha vinto due prestigiosi slalom speciali, sul Canalone Miramonti di Madonna di Campiglio il 22 dicembre e (per la seconda volta in carriera) sulla Männlichen/Jungfrau di Wengen il 17 gennaio, ed è stato per la terza volta 2º nella classifica della Coppa del Mondo di slalom speciale, superato ancora da Hirscher (di 23 punti). Ai Mondiali di Vail/Beaver Creek di quell'anno ha vinto la medaglia di bronzo nello slalom speciale e ha concluso al 4º posto lo slalom gigante; due anni dopo, ai Mondiali di Sankt Moritz 2017 ha vinto nuovamente la medaglia di bronzo nello slalom speciale e si è classificato 16º nello slalom gigante e 9º nella gara a squadre.
Il 12 novembre 2017 ha colto a Levi in slalom speciale la sua ultima vittoria, nonché ultimo podio, in Coppa del Mondo e ai Mondiali di Åre 2019, suo congedo iridato, non ha completato lo slalom speciale. Si è ritirato al termine di quella stessa stagione 2018-2019: la sua ultima gara in Coppa del Mondo è stata lo slalom speciale di Soldeu del 17 marzo (7º) e la sua ultima gara in carriera lo slalom speciale dei Campionati mondiali militari 2019, il 28 marzo a Galtür, chiuso da Neureuther al 4º posto.

### Altre attività
Dopo il ritiro, dalla stagione 2019-2020, è divenuto commentatore sportivo per la rete televisiva tedesca ARD.

## Palmarès

### Mondiali
- 5 medaglie:
  - 1 oro (gara a squadre a Bormio/Santa Caterina Valfurva 2005)
  - 1 argento (slalom speciale a Schladming 2013)
  - 3 bronzi (gara a squadre a Schladming 2013; slalom speciale a Vail/Beaver Creek 2015; slalom speciale a Sankt Moritz 2017)

### Coppa del Mondo
- Miglior piazzamento in classifica generale: 4º nel 2013 e nel 2015
- 47 podi:
  - 13 vittorie
  - 18 secondi posti
  - 16 terzi posti

#### Coppa del Mondo - vittorie
| Data             | Località               | Paese     | Specialità |
| ---------------- | ---------------------- | --------- | ---------- |
| 24 gennaio 2010  | Kitzbühel              | Austria   | SL         |
| 13 marzo 2010    | Garmisch-Partenkirchen | Germania  | SL         |
| 1º gennaio 2013  | Monaco di Baviera      | Germania  | PR         |
| 20 gennaio 2013  | Wengen                 | Svizzera  | SL         |
| 17 marzo 2013    | Lenzerheide            | Svizzera  | SL         |
| 6 gennaio 2014   | Bormio                 | Italia    | SL         |
| 11 gennaio 2014  | Adelboden              | Svizzera  | GS         |
| 24 gennaio 2014  | Kitzbühel              | Austria   | SL         |
| 9 marzo 2014     | Kranjska Gora          | Slovenia  | SL         |
| 22 dicembre 2014 | Madonna di Campiglio   | Italia    | SL         |
| 17 gennaio 2015  | Wengen                 | Svizzera  | SL         |
| 14 febbraio 2016 | Naeba                  | Giappone  | SL         |
| 12 novembre 2017 | Levi                   | Finlandia | SL         |

Legenda:

GS = slalom gigante

SL = slalom speciale

PR = slalom parallelo

#### Coppa del Mondo - gare a squadre
- 2 podi:
  - 2 vittorie

### Coppa Europa
- Miglior piazzamento in classifica generale: 30º nel 2005
- 5 podi (tutti in slalom speciale):
  - 1 vittoria
  - 2 secondi posti
  - 2 terzi posti

#### Coppa Europa - vittorie
| Data         | Località      | Paese    | Specialità |
| ------------ | ------------- | -------- | ---------- |
| 9 marzo 2010 | Kranjska Gora | Slovenia | SL         |

Legenda:

SL = slalom speciale

### Australia New Zealand Cup
- Miglior piazzamento in classifica generale: 14º nel 2010
- 3 podi:
  - 2 vittorie
  - 1 secondo posto

#### Australia New Zealand Cup - vittorie
| Data           | Località     | Paese         | Specialità |
| -------------- | ------------ | ------------- | ---------- |
| 30 agosto 2009 | Coronet Peak | Nuova Zelanda | SL         |
| 20 agosto 2012 | Coronet Peak | Nuova Zelanda | GS         |

Legenda:

GS = slalom gigante

SL = slalom speciale

### Campionati tedeschi
- 13 medaglie[5]:
  - 9 ori (slalom speciale nel 2003; slalom gigante nel 2005; slalom gigante nel 2006; slalom gigante, slalom speciale nel 2008; discesa libera, slalom gigante nel 2009; slalom gigante nel 2012; slalom speciale nel 2014)
  - 4 argenti (slalom speciale nel 2002; slalom gigante nel 2004; slalom speciale nel 2005; slalom speciale nel 2011)

## Statistiche

### Podi in Coppa del Mondo
| Stagione/Specialità | Slalom gigante | Slalom gigante | Slalom gigante | Slalom speciale | Slalom speciale | Slalom speciale | Combinata | Combinata | Combinata | Slalom parallelo | Slalom parallelo | Slalom parallelo | Podi totali |
| ------------------- | -------------- | -------------- | -------------- | --------------- | --------------- | --------------- | --------- | --------- | --------- | ---------------- | ---------------- | ---------------- | ----------- |
| Stagione/Specialità | 1º             | 2º             | 3º             | 1º              | 2º              | 3º              | 1º        | 2º        | 3º        | 1º               | 2º               | 3º               | Podi totali |
| 2003                |                |                |                |                 |                 |                 |           |           |           |                  |                  |                  | 0           |
| 2004                |                |                |                |                 |                 |                 |           |           |           |                  |                  |                  | 0           |
| 2005                |                |                |                |                 |                 |                 |           |           |           |                  |                  |                  | 0           |
| 2006                |                |                |                |                 |                 |                 |           |           |           |                  |                  |                  | 0           |
| 2007                |                |                |                |                 | 1               | 1               |           |           |           |                  |                  |                  | 2           |
| 2008                |                |                |                |                 | 1               | 1               |           |           |           |                  |                  |                  | 2           |
| 2009                |                |                |                |                 |                 | 2               |           |           |           |                  |                  |                  | 2           |
| 2010                |                |                |                | 2               |                 |                 |           |           |           |                  |                  |                  | 2           |
| 2011                |                |                |                |                 |                 | 1               |           | 1         |           |                  |                  |                  | 2           |
| 2012                |                |                |                |                 | 2               | 1               |           |           |           |                  | 1                |                  | 4           |
| 2013                |                |                | 1              | 2               | 3               |                 |           |           |           | 1                |                  |                  | 7           |
| 2014                | 1              |                | 1              | 3               | 2               | 1               |           |           |           |                  |                  |                  | 8           |
| 2015                |                | 1              |                | 2               | 2               | 3               |           |           |           |                  |                  |                  | 8           |
| 2016                |                | 1              |                | 1               |                 | 1               |           |           |           |                  |                  |                  | 3           |
| 2017                |                | 1              | 1              |                 | 2               | 2               |           |           |           |                  |                  |                  | 6           |
| 2018                |                |                |                | 1               |                 |                 |           |           |           |                  |                  |                  | 1           |
| 2019                |                |                |                |                 |                 |                 |           |           |           |                  |                  |                  | 0           |
| Totale              | 1              | 3              | 3              | 11              | 13              | 13              | 0         | 1         | 0         | 1                | 1                | 0                | 47          |
| Totale              | 7              | 7              | 7              | 37              | 37              | 37              | 1         | 1         | 1         | 2                | 2                | 2                | 47          |